# 土浦バイパス (国道354号)
土浦バイパス（つちうらバイパス）とは、茨城県土浦市の国道354号バイパス。国道6号の同名の「土浦バイパス」とは別のバイパス道路である。
2024年3月、旧道（土浦五中回りのルート）が国道指定を外れ市道になったことにより、本バイパスが国道354号の現道となった。

## 概要
- 起点：茨城県土浦市木田余字樋ノ口1601番3地先[2]（木田余跨線橋東）
- 終点：茨城県土浦市手野町字新堀4011番11地先[2]（おおつ野団地入口）
- 全長：3.98km[2]
- 道路幅員：25.0m
- 車線数： 4車線
- 車線幅員：-m
- 規格:3種2級

## 沿革
- 1991年（平成3年） - 都市計画決定
- 1992年（平成4年） - 用地取得開始
- 1992年（平成4年）1月16日 - 茨城県道土浦大洋線時代の道路改良事業で、土浦市大字常名 - 土浦市大字木田余のバイパス道路（1.813 km）の区域に指定[3] 。
- 1997年（平成9年） - 一部工事着手
- 2003年（平成15年）12月15日 - 国道354号のバイパスとして、土浦市大字木田余（木田余バイパス西入口交差点） - 土浦市大字手野町間の道路区域（3.98 km）が決定される[2]。
- 2010年（平成22年）12月16日：土浦市手野町（手野町交差点 - おおつ野団地入口交差点）の現道（約0.3km）を拡幅改良供用開始[4]。
- 2011年（平成23年）1月17日：土浦市木田余 - 同市手野町間が開通（暫定2車線）[5]。
- 2011年（平成23年）2月7日：土浦市東若松町（若松町交差点） - 同市木田余（木田余バイパス西入口）間（約1.4km）の開通（暫定2車線）により、土浦バイパス全線開通[6]。
- 2014年（平成26年）7月3日：土浦市手野町の一部区間を4車線化供用開始[7]。
- 2020年（令和2年）2月10日：土浦市木田余の一部区間を4車線化供用開始[8]。
- 2022年（令和4年）4月1日：土浦市木田余（木田余跨線橋東） - 同市手野町（手野町南） - 同市菅谷町（おおつ野団地入口）の全線が、通行する車両の総重量の最高限度25トンの道路に指定される[9]。
- 2023年（令和5年）7月25日：土浦市木田余の0.9 kmを4車線化供用開始により、土浦バイパス全線4車線化[10]。
- 2024年（令和6年）3月14日：旧道（土浦五中回りのルート）が国道指定を外れ市道になったことにより、本バイパスが国道354号の現道となった[1]

## 交差する道路
- 茨城県道118号石岡田伏土浦線（手野町南交差点）